# أبتون بارك (محطة مترو أنفاق لندن)
أبتون بارك (بالإنجليزية: Upton Park) هي إحدى محطات مترو أنفاق لندن. تقع على خط ديستريكت وهامرسميث وسيتي أفتتحت في المنطقة (Zone) رقم 3 أفتتحت في 1877، 2 يونيو 1902.

## معرض صور

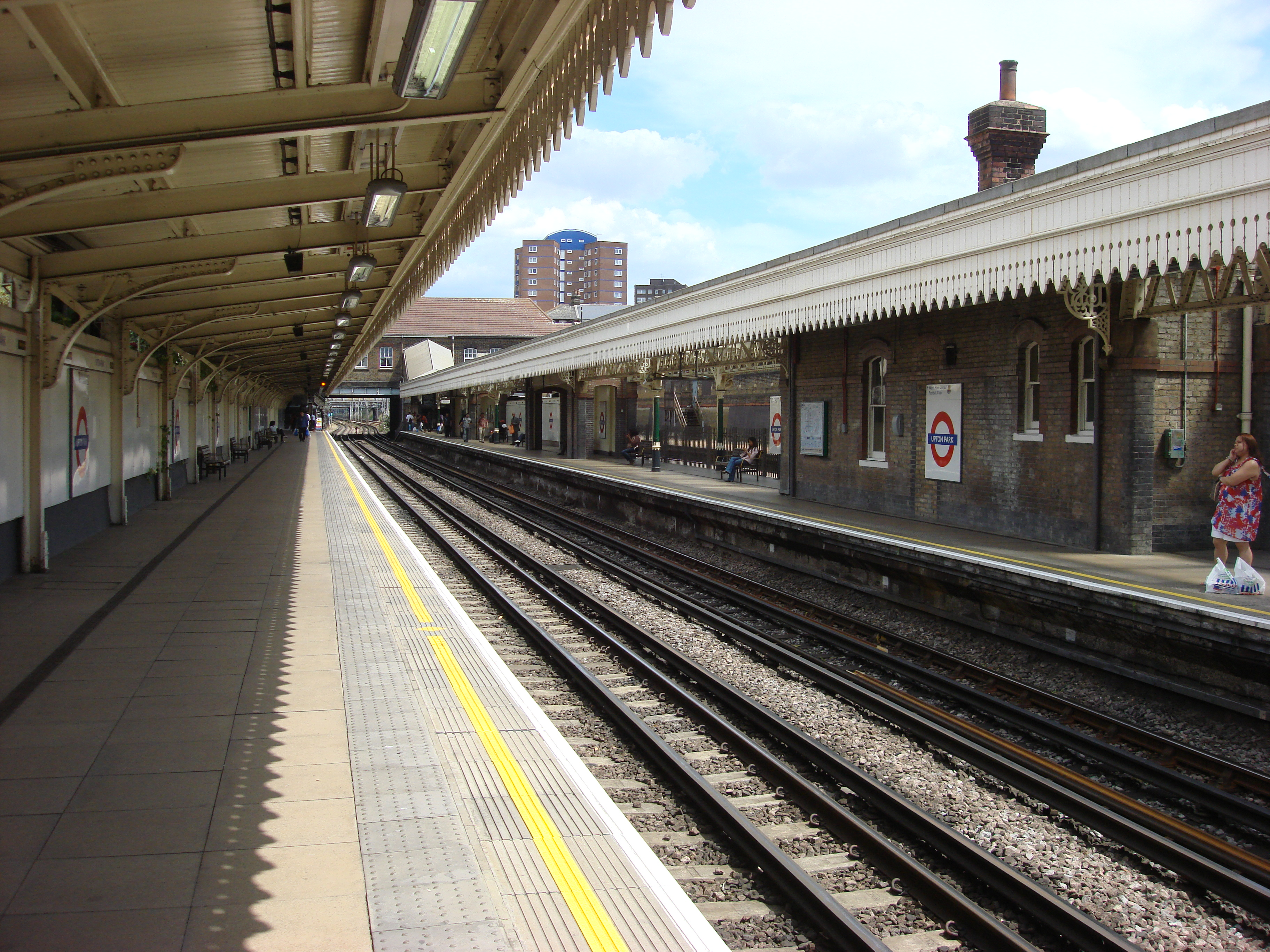
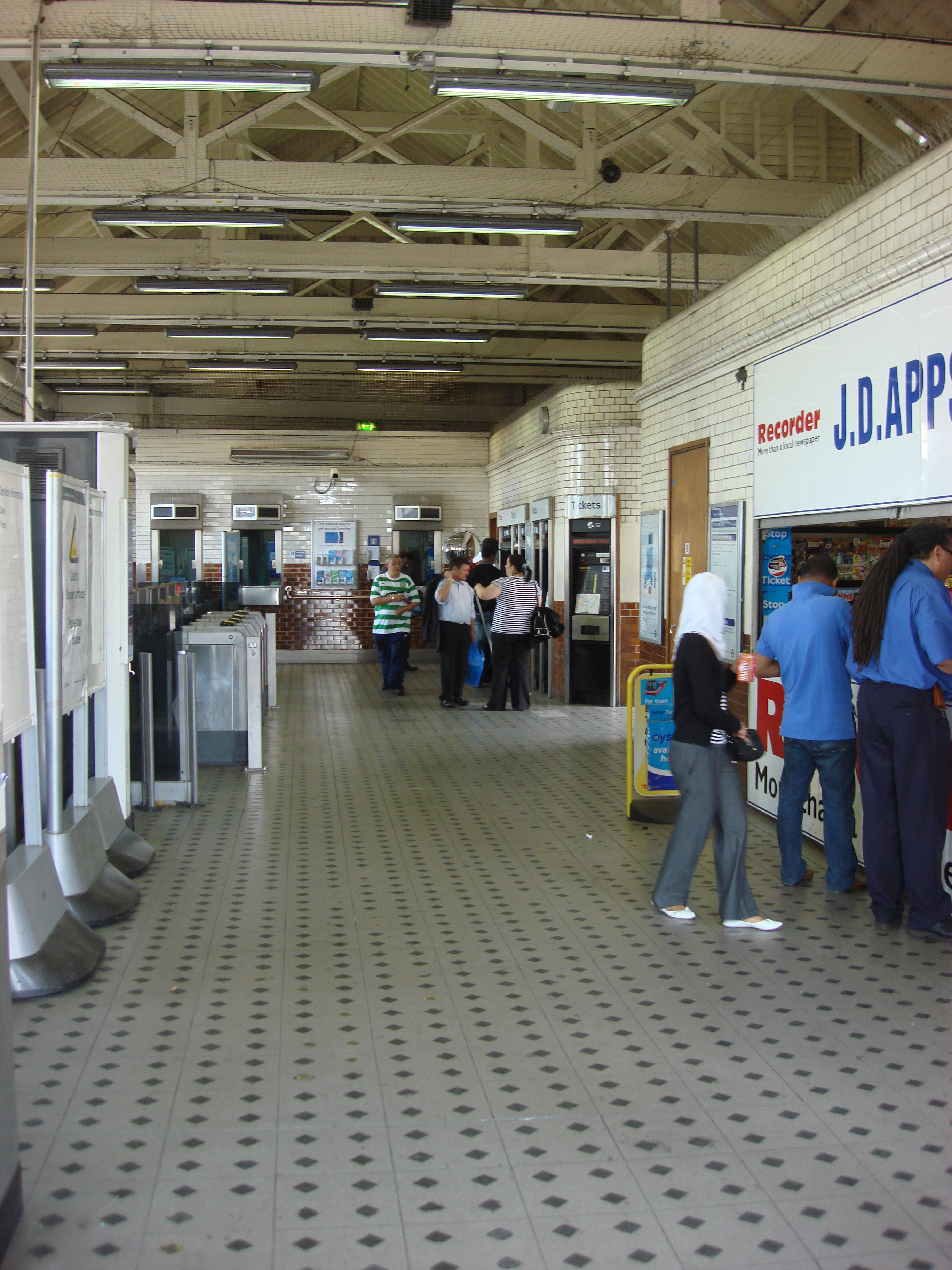
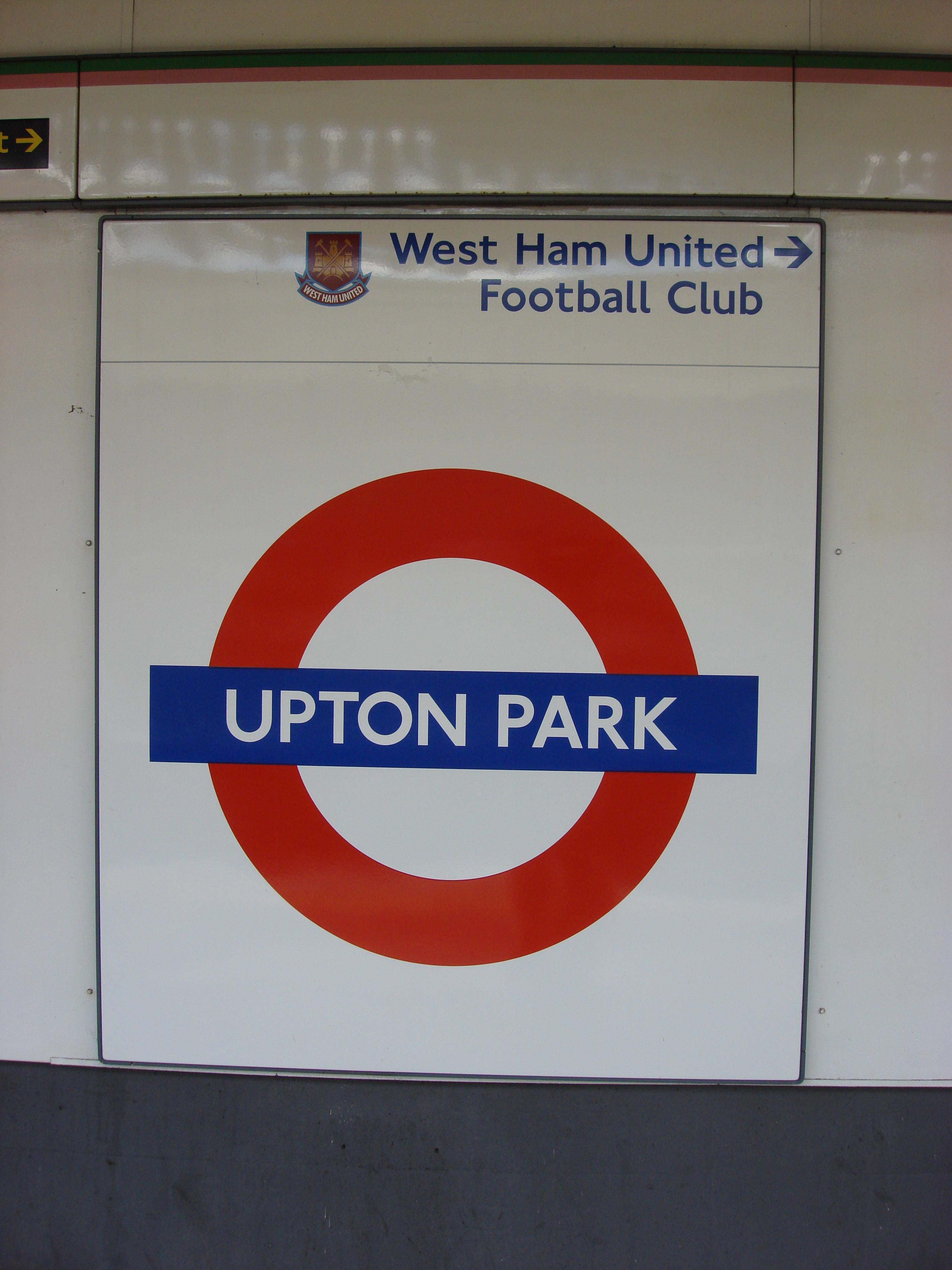
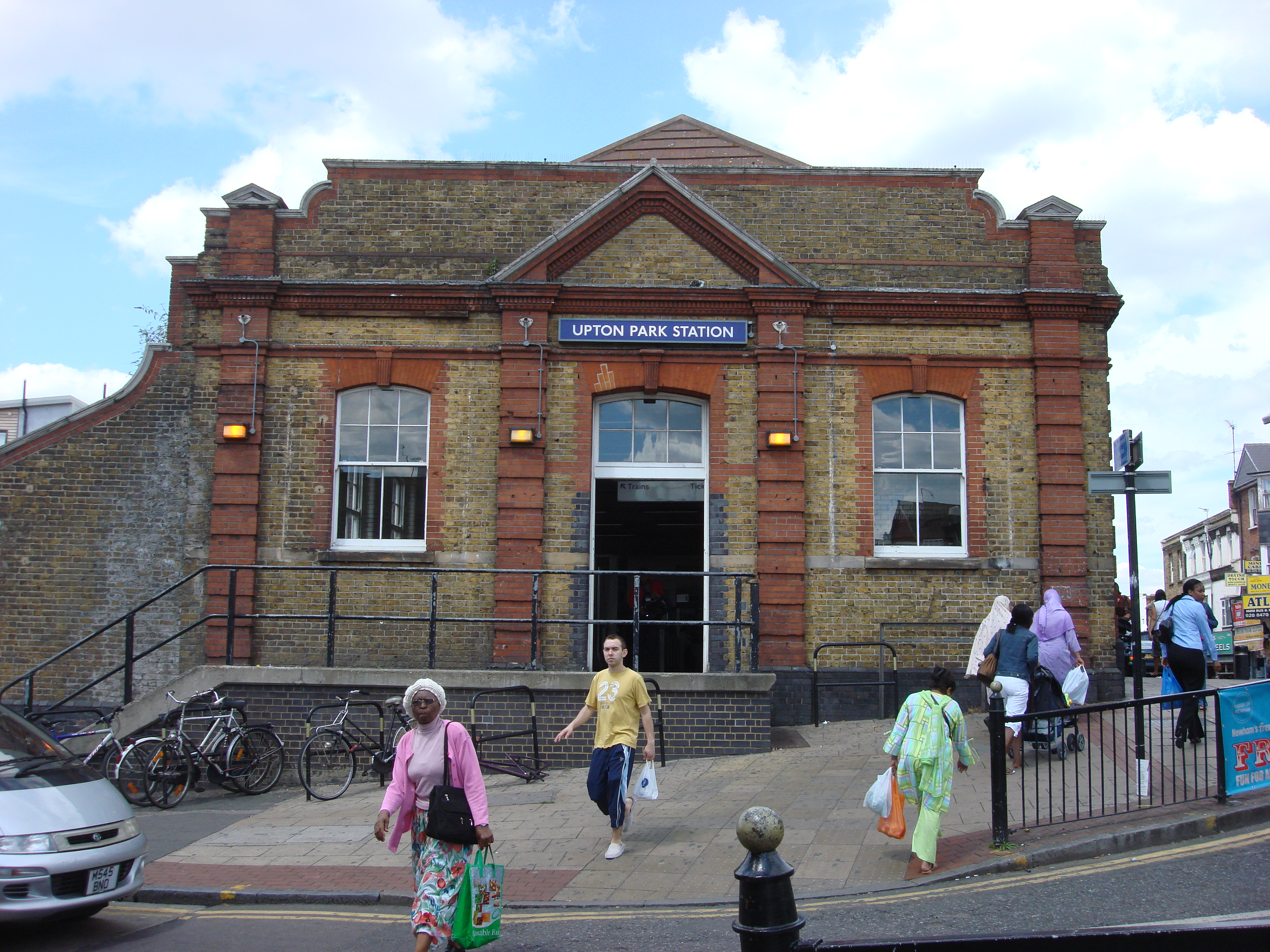